# Krka s pritoki
Krka s pritoki este o arie protejată (arie specială de conservare — SAC, sit de importanță comunitară — SCI) din Slovenia întinsă pe o suprafață de 2.447,74 ha, integral pe uscat.

## Localizare
Centrul sitului Krka s pritoki este situat la coordonatele 45°49′41″N 15°12′16″E / 45.8281°N 15.2044°E.

## Înființare
Situl Krka s pritoki a fost declarat sit de importanță comunitară în aprilie 2013 pentru a proteja 27 de specii de animale. Situl a fost protejat și ca arie specială de conservare în aprilie 2015.

## Biodiversitate
Situată în ecoregiunea continentală, aria protejată conține 3 habitate naturale: Cursuri de apă de la nivel de câmpie la nivel montan, cu vegetație Ranunculion fluitantis și Callitricho-Batrachion, Peșteri inaccesibile publicului, Păduri ilirice de stejar și carpen (Erythronio-Carpinion).
La baza desemnării sitului se află mai multe specii protejate:
- amfibieni (1): proteu de peșteră (Proteus anguinus)
- mamifere (3): castor (Castor fiber), vidră de râu (Lutra lutra), liliac comun (Myotis myotis)
- nevertebrate (7): Austropotamobius torrentium, fluturele-tigru (Callimorpha quadripunctaria), Cordulegaster heros, rădașcă (Lucanus cervus), Osmoderma eremita, Unio crassus, Vertigo angustior
- pești (15): avat (Aspius aspius), Barbus meridionalis, Cobitis elongata, zvârluga (Cobitis taenia), zglăvoacă (Cottus gobio), Eudontomyzon spp., romanogobio albipinnatus (Gobio albipinnatus), porcușor de nisip (Gobio kessleri), porcușorul de vad (Gobio uranoscopus), lostriță (Hucho hucho), țipar (Misgurnus fossilis), boarță (Rhodeus sericeus amarus), Rutilus pigus, dunăriță (Sabanejewia aurata), fusar (Zingel streber)
- reptile (1): țestoasa de baltă (Emys orbicularis)